# Snogeröd
Snogeröd är en ort i Gudmuntorps socken i Höörs kommun. Från 2015 räknas orten återigen som tätort.

## Befolkningsutveckling
| Befolkningsutvecklingen i Snogeröd 1980–2020 | Befolkningsutvecklingen i Snogeröd 1980–2020 | Befolkningsutvecklingen i Snogeröd 1980–2020 | Befolkningsutvecklingen i Snogeröd 1980–2020 | Befolkningsutvecklingen i Snogeröd 1980–2020 |
| -------------------------------------------- | -------------------------------------------- | -------------------------------------------- | -------------------------------------------- | -------------------------------------------- |
|                                              |                                              |                                              |                                              |                                              |
| År                                           |                                              |                                              | Folkmängd                                    | Areal (ha)                                   |
| 1980                                         | 1980                                         |                                              | 207                                          |                                              |
| 1990                                         | 1990                                         |                                              | 189                                          | 18#                                          |
| 1995                                         | 1995                                         |                                              | 187                                          | 13#                                          |
| 2000                                         | 2000                                         |                                              | 202                                          |                                              |
| 2005                                         | 2005                                         |                                              | 189                                          | 14#                                          |
| 2010                                         | 2010                                         |                                              | 177                                          | 14#                                          |
| 2015                                         | 2015                                         |                                              | 208                                          | 36                                           |
| 2020                                         | 2020                                         |                                              | 226                                          | 35                                           |
| Anm.: Åter tätort 2015. # Som småort.        |                                              |                                              |                                              |                                              |

Invånarantalet i Snogeröd har varierat mellan över och under 200 personer. Därför har orten klassats som småort och tätort vid olika tidpunkter.